# Trilha hippie

Rotas da Trilha hippie

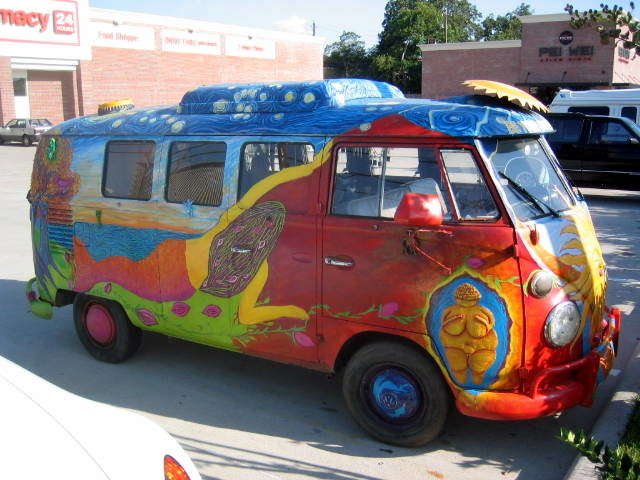
Uma perua VW Kombi decorada com pinturas no estilo hippie

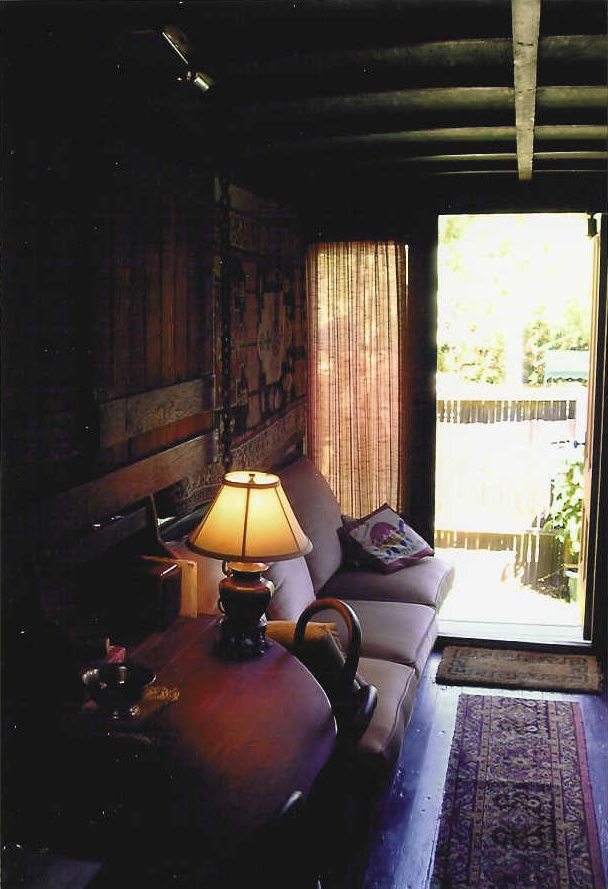
Interior de um caminhão hippie, 1968

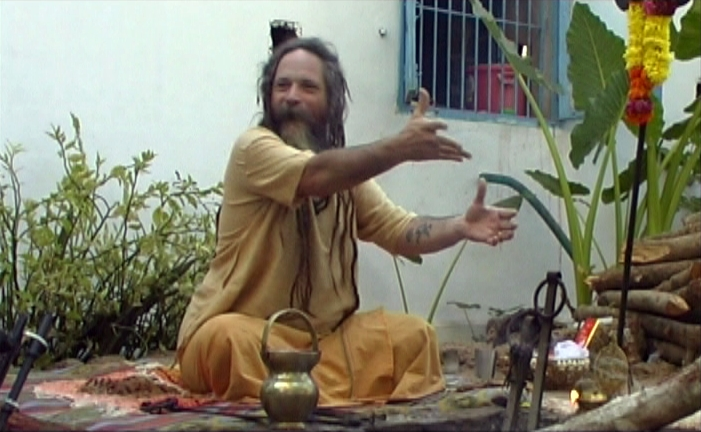
O músico Goa Gil em 2001, no filme Last Hippie standing

A trilha hippie (hippie trail ou também the overland) é a rota por terra percorrida por membros da subcultura hippie e outros, de meados da década de 1950 ao final da década de 1970 entre a Europa e a Ásia Meridional, principalmente através do Irã, Afeganistão, Paquistão, Índia (incluindo Jamu e Caxemira) e Nepal. A trilha hippie era uma forma de turismo alternativo, e um dos elementos-chave era viajar da forma mais barata possível, principalmente para estender a duração do tempo longe de casa. O termo "hippie" tornou-se corrente a partir de meados da década de 1960; "beatnik" era o termo anterior de uso corrente na segunda metade da década de 1950.
Em cada parada importante da trilha hippie, havia hotéis, restaurantes e cafés que atendiam quase exclusivamente ocidentais, que entravam em contato uns com os outros conforme viajavam do oriente e do ocidente. Os hippies tendiam a passar mais tempo interagindo com a população local do que os turistas tradicionais a passeio.

## Rotas
As jornadas normalmente começavam a partir de cidades da Europa ocidental, muitas vezes, Londres, Copenhague, Berlim, Paris, Amsterdã, ou Milão. Muitos nos Estados Unidos voavam pela Icelandic Airlines para Luxemburgo. A maioria das viagens passavam por Istambul, onde as rotas se dividiam. A rota norte costumava passar por Teerã, Herate, Candaar, Cabul, Pexauar e Laore até a Índia, Nepal e Sudeste da Ásia. Uma rota alternativa era da Turquia via Síria, Jordânia e Iraque ao Irã e Paquistão. Todos os viajantes tinham que atravessar a Índia em Ganda Singh Wala (ou, mais tarde, em Wagah). Deli, Varanasi (Benares), Goa, Catmandu ou Banguecoque eram os destinos habituais a oriente. Catmandu ainda tem uma estrada, Jhochhen Tole, conhecida como Freak Street em comemoração aos muitos milhares de hippies que por lá passaram. Alguns seguiam viagem para o sul da Índia, a praia de Covalão em Trivandrum (Querala) e outros para o Seri Lanca (então chamado de Ceilão), e por vezes para leste e sul até a Austrália.

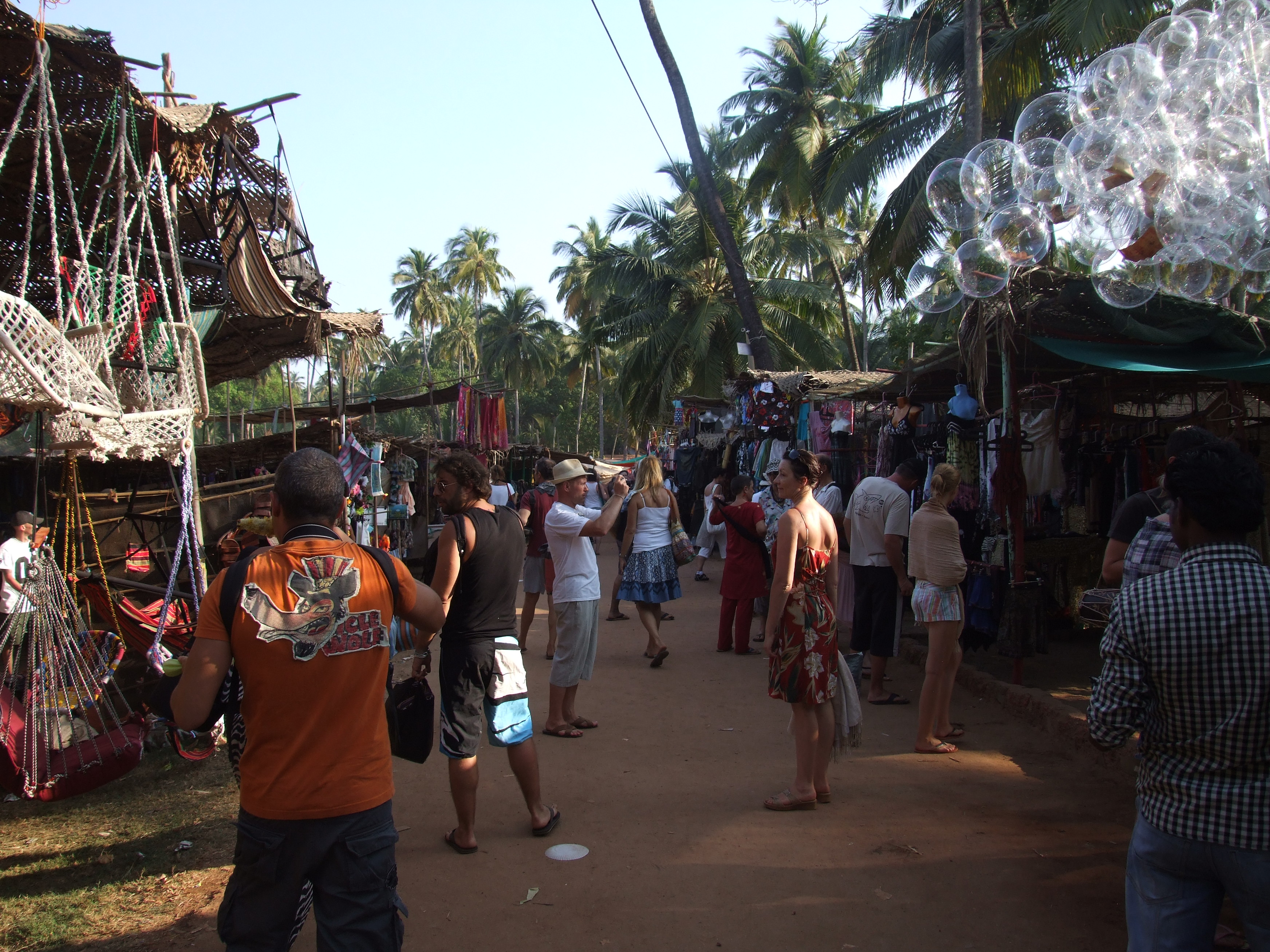
Feira hippie em Anjuna, Goa, 2011

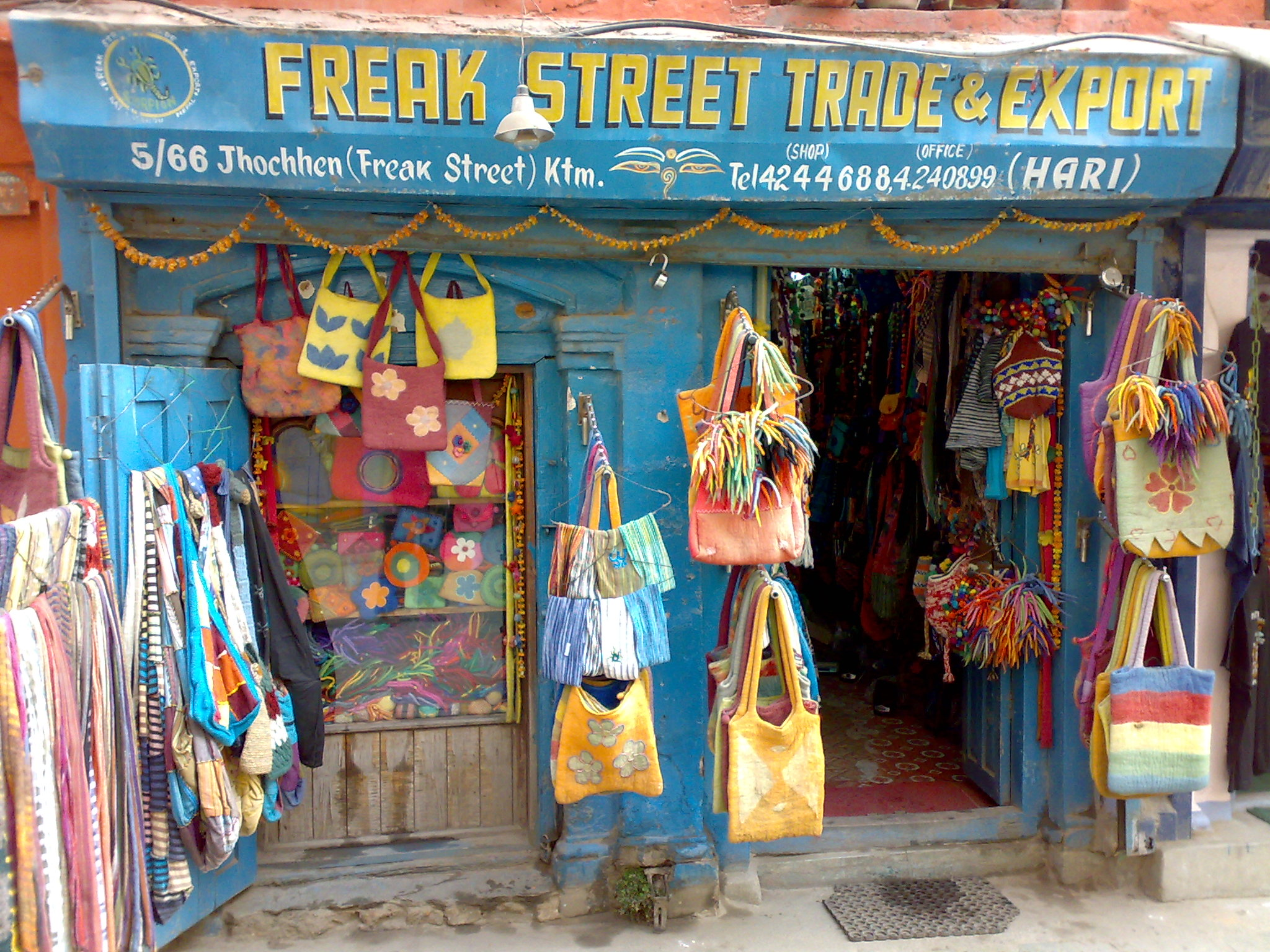
Freak Street no Nepal, 2009

## Métodos de viagem
A fim de manter os custos baixos, as viagens eram feitas por carona, ou em ônibus particulares baratos que percorriam a rota. Havia também trens que percorriam parte do caminho, particularmente pelo Leste Europeu, passando pela Turquia (com uma ligação de balsa atravessando o lago de Vã) e Teerã ou para leste para Mexede, Irã. A partir dessas cidades, transporte público ou privado poderia, então, ser obtido para o resto da viagem. A maioria dos viajantes era de europeus ocidentais, norte-americanos, australianos e japoneses. Ideias e experiências eram trocadas em pousadas conhecidas, hotéis e outros pontos ao encontro do longo do caminho, como o Yener Café e The Pudding Shop em Istambul, Sigi na Chicken Street em Cabul ou Amir Kabir, em Teerã. Muitos usavam mochilas e, embora a maioria fosse jovem, idosos e famílias ocasionalmente percorriam a trilha. Alguns dirigiam por todo o caminho.
Os hippies tendiam a viajar com pouca carga, buscando ir para onde a ação estivesse a qualquer momento. Também não se preocupavam com dinheiro, reservas em hotel ou outro tipo de planejamento de viagem padrão. Um derivado deste estilo de viagem eram os caminhões e ônibus hippies, casas móveis construídas sobre um chassis de caminhão, perua ou ônibus para facilitar um estilo de vida nômade. Algumas dessas casas móveis eram bem elaboradas, com camas, banheiros, chuveiros e instalações de cozinha.

## Declínio e revitalização da trilha
A trilha hippie chegou ao fim no final da década de 1970, com as alterações políticas em países anteriormente hospitaleiros. Em 1979, tanto a Revolução Iraniana e a invasão soviética do Afeganistão fecharam a rota terrestre para viajantes ocidentais. A Guerra do Yom Kippur também implementou restrições rigorosas à concessão de vistos para cidadãos ocidentais na Síria, Iraque e Líbano. A Guerra Civil Libanesa já havia irrompido em 1975, e Chitral e Caxemira tornaram-se menos convidativas devido a tensões na área.
Os habitantes locais também ficaram cada vez mais fartos de viajantes ocidentais – notadamente na região entre Cabul e Pexauar, onde moradores tinham cada vez mais medo e repulsa dos hippies desleixados, atraídos pela região pelo famoso ópio e cannabis silvestre. As companhias de viagens Sundowners e Topdeck foram pioneiras em uma rota através do Baluchistão. A Topdeck continuou suas viagens durante a Guerra Irã-Iraque e conflitos subsequentes, mas fez sua última viagem em 1998.
A partir de meados da década de 2000, o percurso tornou-se novamente um pouco exequível, mas conflitos e tensões contínuas no Iraque, no Afeganistão e em partes do Paquistão significam que o percurso é muito mais difícil e arriscado do que em seu auge. Em setembro de 2007, Ozbus, empreendeu um serviço de curta duração entre Londres e Sydney no percurso da trilha hippie, e viagens comerciais são agora oferecidas entre a Europa e a Ásia desviando do Iraque, Afeganistão e Paquistão, passando por meio do Nepal e Tibete pela antiga Rota da Seda.

## Guias e relatos de viagem
O BIT Guide, recontando experiências coletivas e reproduzido a um custo razoavelmente baixo, produziu um encadernado de capa cor-de-rosa, fornecendo informações aos viajantes, atualizadas por aqueles que estavam na estrada, alertando sobre armadilhas e lugares para ver e ficar. O BIT, organizado por Geoff Crowther (que mais tarde se juntou ao Lonely Planet), durou de 1972 até a última edição em 1980. A edição de 1971 do Whole Earth Catalog dedicou uma página ao "Overland Guide to Nepal".
Em 1973, Tony Wheeler e sua esposa Maureen Wheeler, os criadores dos guias Lonely Planet, produziram uma publicação sobre a trilha hippie chamada Across Asia On The Cheap. Eles escreveram um panfleto de 94 páginas com base nas experiências de viagem obtidas ao atravessar a Europa Ocidental, os Bálcãs, a Turquia e o Irã a partir de Londres em uma minivan. Depois de terem viajado por essas regiões, eles venderam a van no Afeganistão e continuaram em uma sucessão de ônibus-galinheiro, trens de terceira classe e caminhões de longa distância. Eles cruzaram o Paquistão, a Índia, o Nepal, a Tailândia, a Malásia e a Indonésia e chegaram nove meses depois em Sydney, com uma soma combinada de 27 centavos em seus bolsos.
Paul Theroux escreveu um relato clássico da rota em The Great Railway Bazaar (1975). Três livros de viagem mais recentes - The Wrong Way Home (1999), de Peter Moore, Magic Bus (2008), de Rory Maclean - e Hippie, de Paulo Coelho também refazem a trilha hippie original.

## Na cultura popular
Hare Rama, Hare Krishna é um filme Indiano de 1971 dirigido por Dev Anand e estrelado por ele, Mumtaz e Zeenat Aman. O filme trata da decadência da cultura hippie. Busca uma mensagem antidrogas e retrata alguns problemas associados com a ocidentalização, tais como o divórcio. Ele é vagamente baseado no filme de 1968 Psych-Out. A história de Hare Rama Hare Krishna veio para Anand, quando ele viu os hippies e seus valores em Catmandu. O filme foi um sucesso, e a canção de Asha Bhosle "Dum Maro Dum" foi um enorme sucesso.
A canção "Down Under", composta em 1981 pela banda de rock australiana Men at Work, se estabelece numa cena da trilha hippie sob a influência de maconha:
Travelling in a fried-out Kombi, on a hippie trail, head full of zombie.